# Приндл, Эрик
Эрик Приндл (англ. Eric Prindle; 30 августа 1976, Эри) — американский боец смешанного стиля, представитель тяжёлой весовой категории. Выступает на профессиональном уровне начиная с 2008 года, известен по участию в турнирах бойцовской организации Bellator MMA, победитель гран-при тяжеловесов Bellator пятого сезона.

## Биография
Родился 30 августа 1976 года в городе Эри штата Пенсильвания, детство провёл в Финиксе и Гонолулу. С юных лет увлёкся единоборствами, серьёзно занимался кикбоксингом — на любительских соревнованиях уже в возрасте двенадцати лет выходил на ринг против взрослых спортсменов, побеждал боксёров, значительно превосходящих его по габаритам. В восемнадцать лет пошёл служить в армию, являлся здесь специалистом по оружию и одновременно с этим выступал в любительском боксе: победитель и призёр многих армейских турниров, всего провёл около ста поединков. В 2004 году в связи с множественными травмами уволился из армии.

### Начало профессиональной карьеры
Восстановившись от травм и побыв некоторое время с семьёй, Приндл решил использовать свой боевой опыт в смешанных единоборствах, приступил к интенсивным тренировкам в зале Average Joes MMA в Прескотте, штат Аризона. Дебютировал в ММА на профессиональном уровне в мае 2008 года, в первом же поединке встретился с опытным Джимми Амбрисом и проиграл ему сдачей, попавшись в удушающий приём «север-юг». Однако затем побеждал всех своих соперников в различных небольших промоушенах, таких как Rage in the Cage, FFI, Martial Combat, Gladiator Challenge.

### Bellator MMA
Имея в послужном списке четыре победы и только лишь одно поражение, в 2011 году Приндл привлёк к себе внимание крупной американской бойцовской организации Bellator и подписал с ней контракт. В дебютном поединке победил здесь Джоша Бёрнса — в перерыве между вторым и третьим раундами врач запретил сильно избитому Бёрнсу продолжать сражение.
На волне побед Эрик Приндл стал участником гран-при пятого сезона Bellator в тяжёлом весе, по итогам которого определялся официальный претендент на титул чемпиона. На стадиях четвертьфиналов и полуфиналов он благополучно прошёл Эйба Вагнера и Рона Спаркса соответственно, тогда как в решающем финальном поединке встретился с обладателем чёрного пояса по бразильскому джиу-джитсу Тиагу Сантусом. Уже в первом раунде их противостояния Сантус ударил Приндла ногой в пах, тот не смог продолжить поединок, и бой был признан несостоявшимся. Вскоре должен был состояться матч-реванш между ними, но сначала его перенесли на неделю из-за болезни Приндла, а затем и вовсе отменили, когда на взвешивании Сантус показал превышение лимита тяжёлой весовой категории более чем на 5 килограмм. При этом Приндла признали победителем гран-при.
Будучи победителем гран-при, Эрик Приндл удостоился права оспорить титул чемпиона Bellator в тяжёлом весе, который на тот момент принадлежал Коулу Конраду. Чемпионский бой, состоявшийся в мае 2012 года, продлился только одну минуту — в результате успешно проведённого Конрадом обратного узла локтя Приндл вынужден был сдаться.
Не сумев завоевать титул чемпиона, вскоре Приндл попал в число участников гран-при тяжеловесов седьмого сезона, где в четвертьфинале вновь встретился с бразильцем Тиагу Сантусом. На сей раз сам Приндл ударил Сантуса ногой в пах и в связи с этим был дисквалифицирован. В дальнейшем провёл в Bellator ещё три боя и все три проиграл: единогласным решением австралийцу Питеру Грэму, техническими нокаутами соотечественнику Хави Айяле и англичанину Джеймсу Томпсону. В июне 2014 года стало известно, что Приндл вместе с восемнадцатью другими бойцами уволен из организации.

### Поздние годы
Впоследствии выступал в менее престижных промоушенах: на турнире Warriors Cage уступил Брэндону Кэшу, далее одержал две победы в японской организации Pancrase, выиграл турнир MCF в США и потерпел поражение от Пола Бентелло в ОАЭ. В ноябре 2016 года выступил на турнире Дальневосточной федерации современного панкратиона в России, где проиграл техническим нокаутом российскому проспекту Евгению Ерохину.

## Статистика в профессиональном ММА
| Боёв 21          | Побед 11 | Поражений 9 |
| ---------------- | -------- | ----------- |
| Нокаутом         | 6        | 4           |
| Сдачей           | 3        | 3           |
| Решением         | 2        | 1           |
| Дисквалификацией | 0        | 1           |
| Не состоявшихся  | 1        | 1           |

| Результат    | Рекорд   | Соперник       | Способ                  | Турнир                                                      | Дата            | Раунд | Время | Место               | Примечание                                               |
| ------------ | -------- | -------------- | ----------------------- | ----------------------------------------------------------- | --------------- | ----- | ----- | ------------------- | -------------------------------------------------------- |
| Поражение    | 11-9 (1) | Евгений Ерохин | TKO (удары руками)      | Дальневосточная федерация современного панкратиона: MFP 204 | 5 ноября 2016   | 1     | 4:31  | Владивосток, Россия |                                                          |
| Поражение    | 11-8 (1) | Пол Бентелло   | KO (удар рукой)         | Abu Dhabi Warriors 4                                        | 24 мая 2016     | 1     | 1:04  | Абу-Даби, ОАЭ       |                                                          |
| Победа       | 11-7 (1) | Морис Джексон  | Сдача (кимура)          | MCF 11                                                      | 19 марта 2016   | 1     | 2:39  | Небраска, США       |                                                          |
| Победа       | 10-7 (1) | Мицуёси Накаи  | Сдача (американа)       | Pancrase 272                                                | 28 ноября 2015  | 1     | 1:59  | Гонолулу, США       |                                                          |
| Победа       | 9-7 (1)  | Мицуёси Накаи  | TKO (удары руками)      | Pancrase 269                                                | 9 августа 2015  | 2     | 0:40  | Токио, Япония       |                                                          |
| Поражение    | 8-7 (1)  | Брэндон Кэш    | Сдача (удары руками)    | The Warriors Cage 22                                        | 26 июня 2015    | 1     | 2:18  | Портервилл, США     |                                                          |
| Поражение    | 8-6 (1)  | Джеймс Томпсон | TKO (удары руками)      | Bellator 121                                                | 6 июня 2014     | 1     | 1:55  | Такервилл, США      |                                                          |
| Поражение    | 8-5 (1)  | Хави Айяла     | TKO (удары руками)      | Bellator 111                                                | 7 марта 2014    | 3     | 2:05  | Такервилл, США      |                                                          |
| Поражение    | 8-4 (1)  | Питер Грэм     | Единогласное решение    | Bellator 104                                                | 18 октября 2013 | 3     | 5:00  | Сидар-Рапидс, США   |                                                          |
| Победа       | 8-3 (1)  | Винс Лусеро    | TKO (удары руками)      | Imperio MMA                                                 | 15 июня 2013    | 1     | 0:12  | Тампико, Мексика    |                                                          |
| Поражение    | 7-3 (1)  | Тиагу Сантус   | DQ (удар в пах)         | Bellator 75                                                 | 5 октября 2012  | 1     | 4:54  | Хаммонд, США        | Четвертьфинал гран-при 7 сезона Bellator в тяжёлом весе. |
| Поражение    | 7-2 (1)  | Коул Конрад    | Сдача (кимура)          | Bellator 70                                                 | 25 мая 2012     | 1     | 1:00  | Новый Орлеан, США   | Бой за титул чемпиона Bellator в тяжёлом весе.           |
| Не состоялся | 7-1 (1)  | Тиагу Сантус   | NC (удар в пах)         | Bellator 59                                                 | 26 ноября 2011  | 1     | 1:24  | Атлантик-Сити, США  | Финал гран-при 5 сезона Bellator в тяжёлом весе.         |
| Победа       | 7-1      | Рон Спаркс     | KO (удар рукой)         | Bellator 56                                                 | 29 октября 2011 | 1     | 0:40  | Канзас-Сити, США    | Полуфинал гран-при 5 сезона Bellator в тяжёлом весе.     |
| Победа       | 6-1      | Эйб Вагнер     | Единогласное решение    | Bellator 52                                                 | 1 октября 2011  | 3     | 5:00  | Лейк-Чарльз, США    | Четвертьфинал гран-при 5 сезона Bellator в тяжёлом весе. |
| Победа       | 5-1      | Джош Бёрнс     | TKO (остановлен врачом) | Bellator 40                                                 | 9 апреля 2011   | 2     | 5:00  | Ньюкёрк, США        |                                                          |
| Победа       | 4-1      | Стив Уитни     | TKO (удары руками)      | Gladiator Challenge: Royal Flush                            | 24 октября 2010 | 1     | 1:30  | Сан-Джасинто, США   |                                                          |
| Победа       | 3-1      | Крис Барнетт   | Решение большинства     | Martial Combat 12                                           | 16 октября 2010 | 3     | 5:00  | Сентоса, Сингапур   |                                                          |
| Победа       | 2-1      | Брэд Тидуэлл   | TKO (удары руками)      | FFI: Blood and Sand 7                                       | 4 апреля 2009   | 3     | N/A   | Билокси, США        |                                                          |
| Победа       | 1-1      | Джонатан Тсоси | Сдача (удары руками)    | Rage in the Cage 112                                        | 26 июля 2008    | 1     | 0:24  | Прескотт, США       |                                                          |
| Поражение    | 0-1      | Джимми Амбрис  | Сдача (север-юг)        | Rage in the Cage 110                                        | 31 мая 2008     | 1     | 1:31  | Финикс, США         |                                                          |